# Within Our Gates
Within Our Gates is een Amerikaanse dramafilm uit 1920. De film werd in 1993 opgenomen in het National Film Registry.

## Rolverdeling
| Acteur           | Personage                  |
| ---------------- | -------------------------- |
| Evelyn Preer     | Sylvia Landry              |
| Floy Clements    | Alma Prichard              |
| James D. Ruffin  | Conrad Drebert             |
| Jack Chenault    | Larry Prichard             |
| William Smith    | Philip Gentry, a detective |
| Charles D. Lucas | Dr. V. Vivian              |
| Bernice Ladd     | Mrs. Geraldine Stratton    |
| Mrs. Evelyn      | Mrs. Elena Warwick         |
| William Starks   | Jasper Landry              |
| Ralph Johnson    | Philip Gridlestone         |
| E.G. Tatum       | Efrem                      |
| Grant Edwards    | Emil Landry                |
| Grant Gorman     | Armand Gridlestone         |